# Car Seat Headrest
Car Seat Headrest — американський інді-рок гурт, створений у Лісбурзі, штат Вірджинія, й наразі розташований у Сіетлі, штат Вашингтон. До складу групи входять Вілл Толедо (вокал, гітара, фортепіано, синтезатори), Ітан Айвз (гітара, бас, бек-вокал), Сет Делбі (бас) та Ендрю Кац (барабани, перкусія, бек-вокал).
Почалося все з сольного проекту Толедо в 2010 році. Відтоді було самостійно випущено 12 альбомів на музичній платформі Bandcamp, і в 2015 році підписано договір із Matador Records. Наступного року Car Seat Headrest починають гастролювати, як повноцінний музичний гурт.

## Історія

### 2010—2014: Lo-Fi та сольні релізи, від1доHow to Leave Town
Car Seat Headrest почався як сольний проект співака й мультиінструменталіста Вілла Толедо (справжнє ім'я — Вілл Барнз). Юнак почав писати музику незабаром після того, як закінчив середню школу. Раніше він уже випускав музику під псевдонімом Nervous Young Men, але намагаючись залучити аудиторію, вирішив змінити тактику й почати випускати більше експериментальних пісень анонімно. Толедо вибрав назву «Car Seat Headrest», оскільки часто записував вокал своїх перших альбомів на задньому сидінні власного автомобіля задля конфіденційності.
Влітку 2010 року Толедо випустив свої перші чотири альбоми з назвою Car Seat Headrest: 1, 2, 3 і 4. В альбомах 1 і 2 менш традиційні пісенні структури, тоді як 3 і 4 вже мали обриси його майбутніх робіт у стилі Lo-Fi. Після нумерованих альбомів Толедо почав відвідувати заняття в університеті Вірджинії, випустивши мініальбом Sunburned Shirts під час свого першого семестру. Пізніше його буде частково об'єднано з 5 для створення «My Back Is Killing Me Baby», який вийде в березні 2011 року. Пісні, вилучені з 5, пізніше з'являться у збірному альбомі «Little Pieces of Paper with „No“ Written on Them».
Після важкого семестру в університеті юнак перейшов до коледжу Вільяма та Мері, де випустив свій наступний проект Twin Fantasy — концептуальний альбом, зосереджений на стосунках, у яких він тоді перебував. Після Twin Fantasy Толедо випускає мініальбоми Monomania й Starving While Living.
Приблизно відтоді Толедо почав виступати разом з однокурсниками Остіном Рафом, Крістіаном Нортовером й однокурсницею Кеті Вуд. У студії університету він записав й випустив короткий концертний альбом з назвою Live at WCWM: Car Seat Headrest у липні 2013 року. Наступного місяця Толедо випустить двогодинний подвійний альбом з назвою «Nervous Young Man». Три пісні та назва альбому були взяті з його оригінального проекту «Nervous Young Men», але були сильно перероблені та перезаписані. Разом з Nervous Young Man, для тих, хто заплатив 5 і більше доларів, вийшов альбом-збірка Disjecta Membra.
Останнім сольним релізом Толедо став альбом 2014 року How to Leave Town, годинний мініальбом із важкими електронними інструментами та більш вигадливими пісенними структурами.

### 2015—2017: Matador Records,Teens of StyleйTeens of Denial
У вересні 2015 року Car Seat Headrest оголосили у Facebook, що підписали угоду про альбом з Matador Records . Толедо, який нещодавно закінчив навчання і переїхав до Сіетла, залучив басиста Джейкоба Блума та барабанщика Ендрю Каца через Craigslist для запису та гастролей наступного альбому. У жовтні 2015 року Car Seat Headrest випустили альбом-збірку Teens of Style. Це був перший їхній альбом, який вийшов не тільки на Bandcamp. Незабаром після його виходу Блум покинув гурт, щоби відвідувати медичну школу. На його місце прийшов басист Ітан Айвз.
Айвз грав на бас-гітарі у більшості записів для наступного альбому гурту, але пізніше перейшов на гітару та інші інструменти, а Сет Делбі взяв до рук бас. Такі ролі й закріпилися за хлопцями протягом усіх гастролів й майбутніх альбомів. Новий альбом, створений згідно традиційних студійних процесів, Teens of Denial, вийшов 20 травня 2016 р. Він отримав загальне визнання й приніс гурту нову хвилю популярності.
У 2017 році Car Seat Headrest випустили альтернативний мікс свого синглу War is Coming (If You Want It) через Bandcamp. Прибутки за сингл перерахували до Центру Прав Трансгендерів. Оригінальний мікс треку був випущений за десять днів.
13 грудня 2017 року гурт випустив перезаписану версію «Beach Life-In-Death», другого треку Twin Fantasy, через Spotify без попереднього оголошення. Це викликало певні чутки серед фанатів — що альбом буде перезаписаний і випущений наступного року. 27 грудня 2017 року шанувальники знайшли список Amazon, де йшлося про перезаписану версію Twin Fantasy. Після цього з'явився список на SRCVinyl.com з датою 16 лютого 2018 р.

### 2018—2019:Twin Fantasy (Face to Face)іCommit Yourself Completely

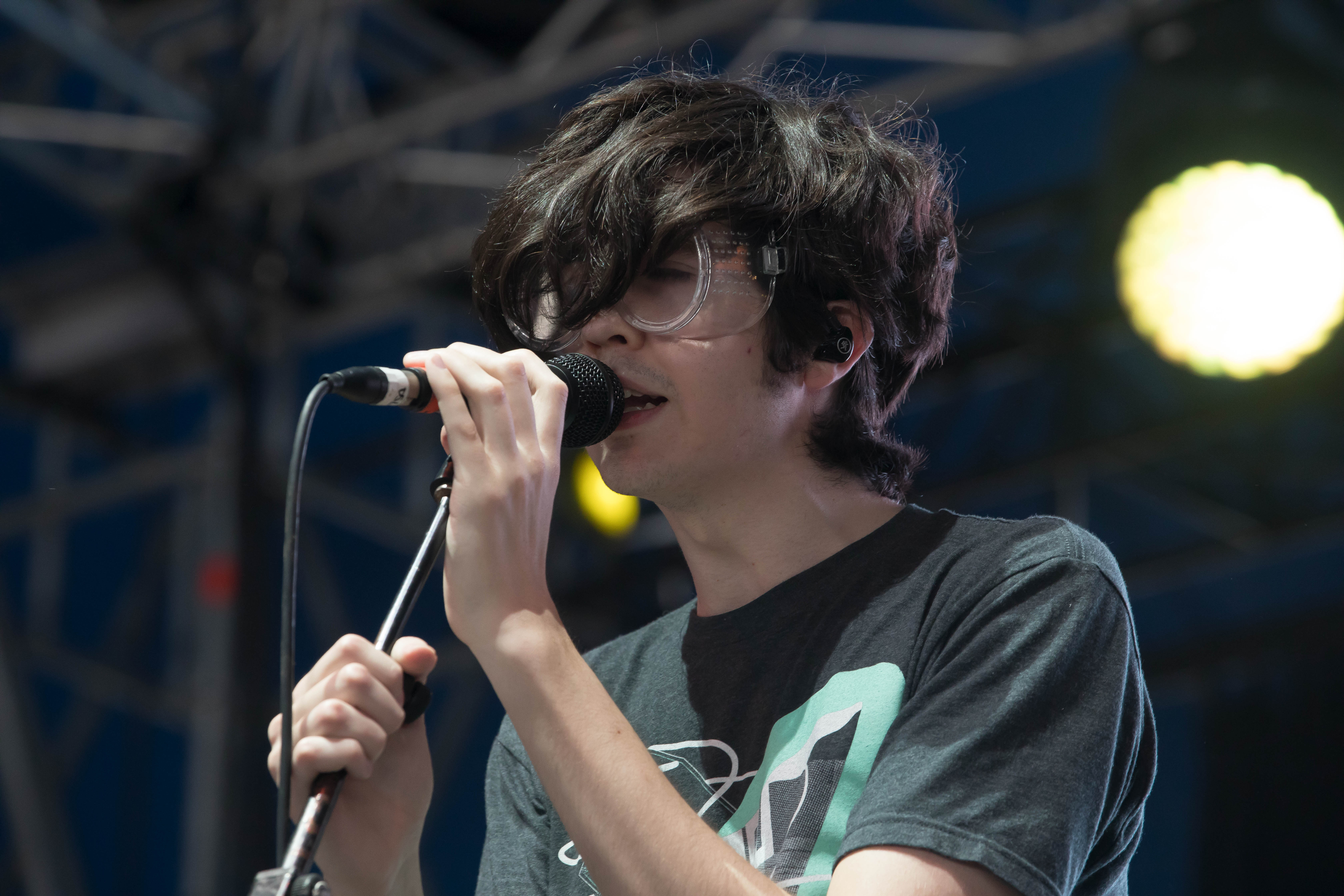
Вілл Толедо виступає у складі Car Seat Headrest в Австралії (2018).

9 січня 2018 року Matador Records офіційно оголосили про вихід нового альбому з назвою Twin Fantasy (Face to Face) разом із повторним випуском оригінального альбому. Twin Fantasy (Face to Face) був випущений через Matador 16 лютого. Оригінал, який отримав нову назву Twin Fantasy (Mirror to Mirror), був випущений на вінілі у межах Record Store Day 21 квітня. 15 лютого 2018 року гурт випустив кавер на Fallen Horses від Smash Mouth, які відповіли на це кавером на Something Soon. Приблизно тоді ж Car Seat Headrest почали гастролі з колегами із Сіетла Naked Giants.
У серпні 2018 року на запитання про новий матеріал Толедо відповів, що він «робив демо-записи в Ейблтоні», додавши, що «може бути певний матеріал, який здивує людей, що звикли бачити нас як-рот гурт, але навряд це буде сюрпризом для тих, хто близько знайомий з нашою творчістю». У січні 2019 року Ендрю Кац підтвердив, що гурт записує нову музику через відео, завантажене до Instagram.
Гурт почав експериментувати з новим матеріалом на різних концертах у грудні 2018 року, уперше познайомивши публіку з такими піснями, як Weightlifters, Hollywood, Stop Lying To Me, і You Know There's Someone Out There. У лютому й березні 2019 на концертах почала з'являтись пісня Can't Cool Me Down. Усі вони були офіційно випущені в наступному альбомі, за винятком Stop Lying To Me та You Know There Someone Out Out.
12 червня 2019 року Car Seat Headrest анонсували новий концертний альбом з назвою Commit Yourself Completely, що містить офіційні записи виступів з туру Twin Fantasy 2018 року. Він був випущений 17 червня.

### 2020— досі: Making a Door Less Open
26 лютого 2020 року Car Seat Headrest анонсували свій новий альбом Making a Door Less Open. Це збіглося з випуском Can't Cool Me Down, першого синглу та другого треку з альбому, і датою виходу 1 травня 2020 року. Толедо описує альбом як той, що має елементи EDM, хіп-хопу, футуризму, ду-вопу, соулу та рок-н-ролу. З березня по квітень того ж року для просування альбому було випущено ще три сингли: Martin, Hollywood та There Must Be More Than Blood. Випуск альбому також збігся з введенням Trait, альтернативної персони Толедо, на якій було одягнено модифікований протигаз із блимаючими світлодіодними ліхтарями для очей. Персонаж спочатку був створений для «жартівливого» бічного проекту — гурту 1 Trait Danger, за участю Толедо й барабанщика Ендрю Каца.
Making a Door Less Open був випущений трьома окремими версіями у різних форматах: вініл, компакт-диск та в диджитал-версії, кожна з варіаціями списку пісень та певних музичних елементів. Альбом викликав неоднозначну реакцію у фанатів, які помітили сильну відмінність із минулими роботами гурту, але запис отримав 77 на сукупному огляді сайту Metacritic. Толедо зазначив, що вони з групою працювали над супутнім альбомом для свого останнього випуску, а також шукали способи вдосконалити маску Trait, щоб включити її до живих виступів.
22 червня 2021 року Car Seat Headrest випустили два мініальбоми: MADLO: Influences, колекцію з чотирьох каверів, та MADLO: Remixes, що складається з п'яти реміксованих версій треків із альбому Making a Door Less Open.

## Стиль
Біограф AllMusic Марк Демінг написав, що Car Seat Headrest створили «похмурі та інтроспективні Lo-Fi поп-мелодії, мелодійні, але водночас й структурно вигадливі». Пишучи для Pitchfork, Джеремі Гордон заявив, що «під час Teens of Denial Вілл Толедо підтверджує, що він далеко попереду більшості музикантів, і здатний створювати динамічний інді-рок». Ян Коен з Pitchfork також описав музику Толедо як «дрімучу, заплутану музику, яка найчастіше вловлює запаморочливий трепет від доступу до звукозаписної апаратури, і, нарешті, звучить голос у вашій голові». Rolling Stone описали Making a Door Less Open як «захоплюючий та сповнений пригод альбом, який звучить вишукано, але ніколи не надто гладко. Це добре виконаний міжжанровий експеримент».
На творчість гурту вплинули такі колективи й музиканти, як Radiohead, Pink Floyd, Beatles, Beach Boys, Daniel Johnston, Destroyer, Frank Ocean, Leonard Cohen, Montreal, Modest Mouse, Neutral Milk Hotel, Sufjan Stevens, Swans, They Might Be Giants, Why?, REM, The Who, Nirvana, Blackout, Neil Diamond, William Onyeabor, Clash, Cars, James Brown, DEVO, The Kinks, Queen, Rod Stewart та Green Day.

## Учасники
Учасники на даний момент
- Вілл Толедо — вокал, гітара, клавішні (2010-нині), барабани, бас (2010—2015)
- Ітан Айвз — гітара, бек-вокал (2016-нині), бас-гітара (2015—2016)
- Ендрю Кац — ударні, бек-вокал (2014-нині)
- Сет Делбі — бас-гітара (2016-нині, сесії 2011)

Колишні учасники
- Кеті Вуд — гітара, бек-вокал (2012—2014)
- Остін Раф — бас-гітара, бек-вокал, віолончель (2012—2014)
- Крістіан Нортовер — ударні (2012—2014)
- Вілл Марш — гітара (2012)
- Джейкоб Блум — бас-гітара (2014—2015)

## Дискографія

### Студійні альбоми
- 1 (2010)
- 2 (2010)
- 3 (2010)
- 4 (2010)
- My Back Is Killing Me Baby (2011)
- Twin Fantasy (Mirror to Mirror) (2011)
- Monomania (2012)
- Nervous Young Man (2013)
- Teens of Style (2015)
- Teens of Denial (2016)
- Twin Fantasy (Face to Face) (2018)
- Making a Door Less Open (2020)

### Живі альбоми
- Live at WCWM (2013)
- Spotify Sessions (2016)
- Commit Yourself Completely (2019)

### Альбоми-збірки
- Little Pieces of Paper with «No» Written on Them (2010)
- Disjecta Membra (2013)[50]

### Мініальбоми
- Sunburned Shirts (2010)
- Starving While Living (2012)[51]
- How to Leave Town (2014)[52]
- MADLO: Influences (2021)
- MADLO: Remixes (2021)